# Fus acromàtic

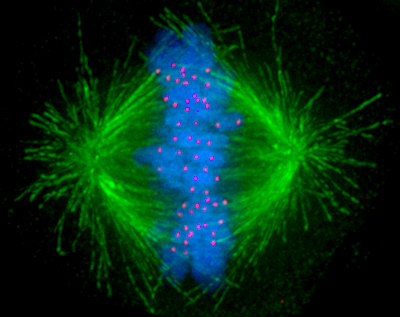
Imatge del fus mitòtic en una cèl·lula humana. Els microtúbuls es mostren en color verd, els cromosomes (ADN) en blau i els cinetocors en vermell

El fus acromàtic és l'estructura cel·lular que separa els cromosomes entre les dues cèl·lules filles durant la divisió cel·lular eucariota. Rep també el nom de fus mitòtic si el procés de divisió és la mitosi i fus meiòtic si és la meiosi. El terme acromàtic fa referència al fet que l'estructura no es tenyeix amb els colorants habitualment emprats en microscòpia.
El fus acromàtic es comença a formar durant la profase i és plenament funcional en la prometafase, amb el trencament de l'embolcall nuclear. El focus per a la seva formació és el centre organitzador de microtúbuls (MTOC, de l'anglès microtubule organizing center), que en les cèl·lules animals està associat al centrosoma. El fus, el constitueixen centenars de proteïnes diferents i l'estructura principal és un conjunt de microtúbuls que s'estenen entre els dos centres organitzadors de microtúbuls, un a cada pol del fus.
En la metafase de la divisió cel·lular, tots els cromosomes resten disposats en el pla equatorial de la cèl·lula en divisió i durant l'anafase cadascuna de les cromàtides dels diferents cromosomes és arrossegada cap als pols de la cèl·lula, on es formaran les cèl·lules filles. La unió de microtúbuls del fus als cinetocors dels cromosomes i els processos de polimerització i despolimerització d'aquests microtúbuls són responsables de l'alineament dels cromosomes en l'equador de la cèl·lula i posterior segregació cap als pols oposats.

## Estructura del fus

Aquest esquema mostra l'organització d'un fus acromàtic típic d'una cèl·lula animal amb els diferents tipus de microtúbuls, la seva polaritat i altres estructures associades

El fus acromàtic té una forma el·lipsoïdal, més ampla a la zona central de la cèl·lula i més estreta cap als pols cel·lulars. El formen microtúbuls, polímers de tubulina, altres proteïnes associades i els centres organitzadors dels microtúbuls, que es troben als extrems més estrets, els pols del fus. La part mitjana, més ampla, és la zona equatorial.
Els microtúbuls són estructures polars, amb un extrem que acaba en les subunitats de β-tubulina, l'extrem (+), i un extrem que acaba en les subunitats d'α-tubulina, l'extrem (-). L'extrem (+) pot créixer per l'addició de subunitats de tubulina (polimerització) o escurçar-se per la pèrdua de subunitats de tubulina (despolimerització), mentre que l'extrem (-) està protegit de la despolarització al centre organitzador de microtúbuls.
El fus acromàtic té tres tipus de microtúbuls, amb funcions diferents:
- Microtúbuls del cinetocor. S'uneixen als cinetocors dels cromosomes, un o més per cada cromàtide. El nombre de microtúbuls units a cada cromàtide varia segons les espècies: en l'espècie humana s'uneixen entre 20 i 40 microtúbuls mentre que en el llevat només s'hi uneix un.[5]
- Microtúbuls polars. S'entrecreuen a la zona central del fus i empenyen els pols del fus gràcies a l'acció de proteïnes motores. En la zona equatorial, on acaben els extrems (+), estan units per molècules de cinesina.
- Microtúbuls astrals, que ancoren els pols del fus a la membrana cel·lular.

## Fusos astrals i anastrals
La polimerització de microtúbuls es dirigeix des del centre organitzador de microtúbuls, MTOC. Segons si el MTOC conté o no centrosomes es distingeixen dos tipus de fusos, astrals i anastrals o acentrosomals. El nom astral deriva de l'àster, el conjunt radial de microtúbuls que emana del centrosoma.
En la majoria de les cèl·lules animals, els MTOC estan formats pels centrosomes i són, per tant, astrals. Algunes cèl·lules animals, com els oòcits de la línia germinal femenina són anastrals, és a dir, no contenen centrosomes i són els mateixos cromosomes els que assumeixen la funció d'organitzar i estabilitzar els microtúbuls del fus. De fet, el centrosoma no és imprescindible per a la formació del fus acromàtic en les cèl·lules animals, i si el centrosoma s'elimina de la cèl·lula el fus també es forma.
En els fongs, el fus es forma a partir de cossos polars del fus incrustats a l'embolcall nuclear. La major part de les plantes no tenen ni centrosomes ni cossos polars del fus i els microtúbuls dels fusos anastrals s'organitzen a partir de l'embolcall nuclear.

Fus acromàtic astral, amb centrosomes als pols del fus, i anastral, sense centrosomes als pols del fus. Es mostren els tres tipus de microtúbuls del fus: astrals, polars i del cinetocor, aquests darrers units als cinetocors dels cromosomes